# Newsworthy
Newsworthy är en svensk nyhetsbyrå specialiserad på datadriven lokaljournalistik. Nyhetsbyråns prenumeranter är främst svenska lokaltidningar.
Nyhetsbyrån grundades 2016 som en avknoppning från datajournalistikbyrån J++, och drivs sedan dess i ett eget bolag. 2020 utsåg IDG Newsworthys sajt till en av årets fem bästa nyhetssajter, i ljuset av byråns coronabevakning som då publicerades utan betalvägg. 2025 nominerades byrån till Årets Dagstidning-priset i innovationsklassen.